# Chêne de Saint-Vincent-de-Paul
Le Chêne de Saint-Vincent-de-Paul, aussi surnommé Lou bielh cassou (lo vielh casso selon la norme classique de l'occitan littéralement le vieux - vielh - chêne - casso en gascon) est un chêne en France âgé de 700 ou 800 ans.

## Description
L'arbre est un chêne pédonculé (Quercus robur). Il se situe sur le site de Ranquines, nom de la maison natale de Vincent de Paul de nos jours dans la commune de Saint-Vincent-de-Paul dans le département français des Landes.
Sa circonférence a été mesurée à 10,40 m en 2002 tandis qu'une plaque de description indique 12,50 m.
Une partie de son tronc central contient un bloc de ciment, contenant une statue de la Vierge Marie.

## Détermination de son âge
Le tronc ne présente pas un caractère uniforme et cylindrique ; son cœur a été évidé de façon à préserver l'écorce, l'intérieur a 
été empli de ciment. Ces caractéristiques empêchent d'utiliser le carottage comme méthode de détermination de l'âge.
Son âge est estimé à 700 ou 800 ans.

## Classement au patrimoine et restauration
Il est site classé par arrêté ministériel le 24 mars 1925.
En décembre 1987 ont lieu des travaux de consolidation et restauration.

## Postérité
Cet arbre a donné son nom à une course hippique, le Prix du Chêne de Saint-Vincent-de-Paul, qui se court à l'hippodrome de Dax le second dimanche de septembre. Elle est ouverte aux poulains entiers, hongres et pouliches de 2 ans, n'ayant jamais remporté une course auparavant.

## Galerie

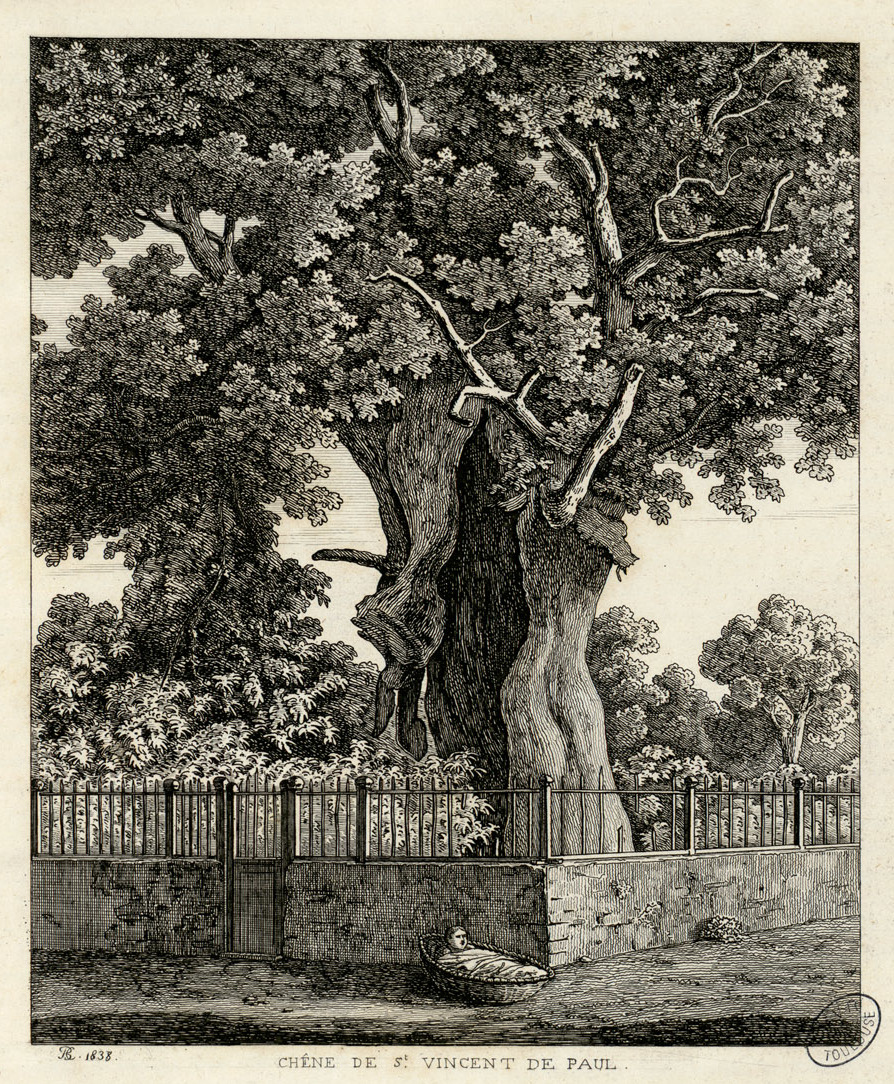
Le chêne de Saint-Vincent-de-Paul en 1838
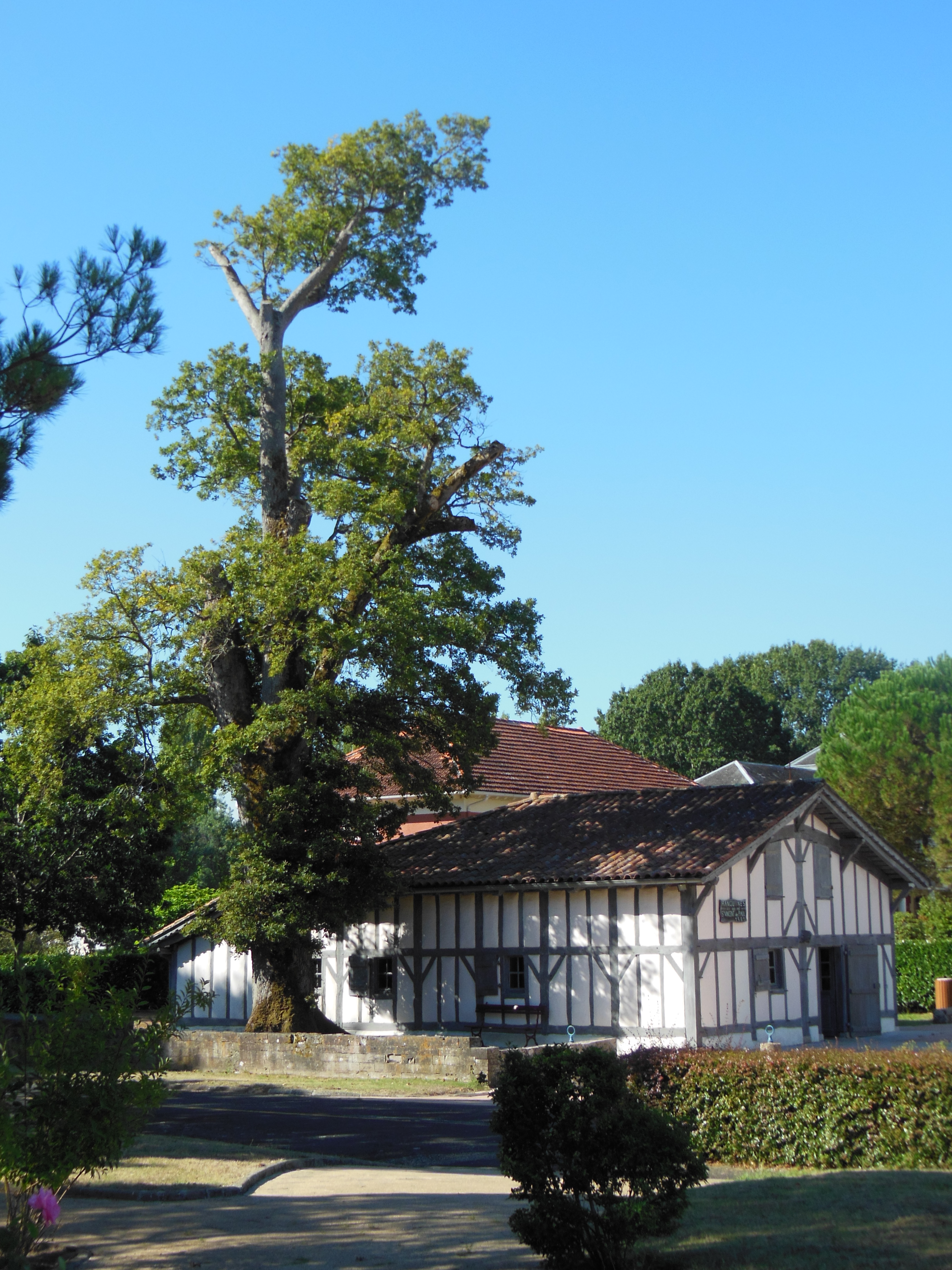
Ranquines (maison natale de Vincent de Paul) et rejeton planté en 1868 du chêne lou bielh cassou